# Josip Volović
Josip Volović (Donje Prilišće, 1858. augusztus 9. – Zágráb, 1942. augusztus 7.), horvát katolikus pap, teológus, nyelvtudós, filozófus, egyetemi tanár, a Zágrábi Egyetem rektora.

## Élete és munkássága
Az elemi iskolát szülőfalujában, a gimnáziumot Károlyvárosban és Zágrábban végezte. A Zágrábi Egyetemen folytatott teológiai tanulmányai első évét követően Rómába küldték, ahol a Gregorianában folytatta filozófiai és teológiai tanulmányait. 1883-ban filozófiából doktorált, majd 1887-ben a teológia doktorává nyilvánították. Második doktorátusa után filozófiai előadásokat hallgatott az Aquinói Szent Tamás Akadémián. Tanulmányai befejezése után visszatért Zágrábba. 1887-től a Hittudományi Karon dolgozott, először az ószövetségi és héber bibliai tudományok helyettesítő tanáraként, majd 1901-től rendes tanárként. Több nyelven beszélt: olaszul, németül, franciául. A teológusokat latinul, görögül és héberül tanította. Két cikluson át volt a kar dékánja, 1909/1910-ben az egyetem rektora, majd a rektori ciklus után rektorhelyettes. 1910-ben otthagyta az egyetemet, mert a zágrábi székesegyház kanonokja lett. 1913-ban segédpüspökké akarták kinevezni, de hazafias buzgósága miatt a zágrábi és a magyar kormány ezt ellenezte. 1916-ban a Szentszék apostoli protonotáriusnak nevezte ki. 1919-től visszatért a Hittudományi Karra. Helyettesítő tanárként szinte minden teológiai tudományt tanított. A „Katolički list” folyóirat szerkesztőjeként tevékenykedett.

## Főbb művei
- Povijesna kritička introdukcija u svete knjige Staroga Zavjeta (1913)
- Principi teološkog morala (1929).